# 호엔슈타우펜가

호엔슈타우펜 왕조의 문장

호엔슈타우펜가는 독일의 제후 가문 중의 하나로 1138년부터 1254년까지 독일의 왕, 독일 황제 및 슈바벤 공작을 배출한 가문을 말한다. 1194년부터는 시칠리아 왕도 이 가문에서 배출되었다. 이 가문의 이름인 '호엔슈타우펜'은 슈바벤의 가문소유 성의 이름 '슈타우펜'에서 유래한다. 때때로 슈바벤가으로 부르기도 한다.

## 호엔슈타우펜 출신 왕 및 제후

### 독일의 왕 및 황제
여기서 왕 은 독일 왕을, 황제는 신성로마황제를 의미한다. 연도는 모두 재위기간을 말함.
- 콘라트 3세, 왕 1138년-1152년
- 프리드리히 바르바로사, 왕 1152년-1190년, 황제 1155년 이후
- 하인리히 6세, 왕 1190년-1197년, 황제 1191년 이후
- 슈바벤의 필립, 왕 1198년-1208년
- 프리드리히 2세, 왕 1208-1250, 황제 1220년 이후
- 하인리히 7세, 왕 1220 - 1235
- 콘라트 4세, 왕 1237-1254

### 시칠리아 왕
- 엔리코 1세 : 1194년–1197년

시칠리아 호엔슈타우펜의 문장

- 페데리코 2세 : 1198년–1250년
  - 엔리코 2세, 공동왕 : 1212년–1217년
- 코라도 1세 : 1250년–1254년
- 코라디노 (1268년 죽음): 1254년–1258년
- 만프레디: 1258년–1266년

### 슈바벤 공작
여기서 왕 은 독일 왕을, 황제는 신성로마황제를 의미한다. 연도는 모두 재위기간을 말함.
- 프리드리히 1세 (1079년 - 1105년)
- 프리드리히 2세 (1105년 - 1147년)
- 프리드리히 3세 (1147년 - 1152년) 왕- 1152년 및 황제- 1155년
- 프리드리히 4세 (1152년 - 1167년)
- 프리드리히 5세 (1167년 - 1170년)
- 프리드리히 6세 (1170년 - 1191년)
- 콘라트 2세 (1191년 - 1196년)
- 슈바벤의 필립 (1196년 - 1208년) 왕- 1198년
- 프리드리히 7세 (1212년 - 1216년) 왕- 1212년 및 황제- 1220년
- 하인리히 (1216년 - 1235년), 왕 1220 - 1235
- 콘라트 3세 (1235년 - 1254년) 왕 - 1237년
- 콘라트 4세 (1254년 - 1268년)

## 같이 보기
- 슈바벤 공작
- 나폴리와 시칠리아의 군주 : 1194년부터 1266년까지 호엔슈타우펜 왕가의 인물들이 시칠리아를 지배함
- 9 SS기갑사단 호엔슈타우펜: 나치 독일 당시, 바펜 에스에스(Waffen-SS)는 이 가문의 이름을 기리기 위해 펜저 호엔슈타우펜 기갑사단을 창설함.